# Max Dupain
Maxwell Spencer Dupain AC (1911 – 1992), est un photographe moderniste australien. Ses œuvres, comme Sunbaker en 1937, représentent entre autres l'amour mythique des Australiens pour le bord de la mer[réf. nécessaire].
Il s'est intéressé à l'architecture et aux paysages, plus spécialement les côtes et villes australiennes.

## Galerie photographique

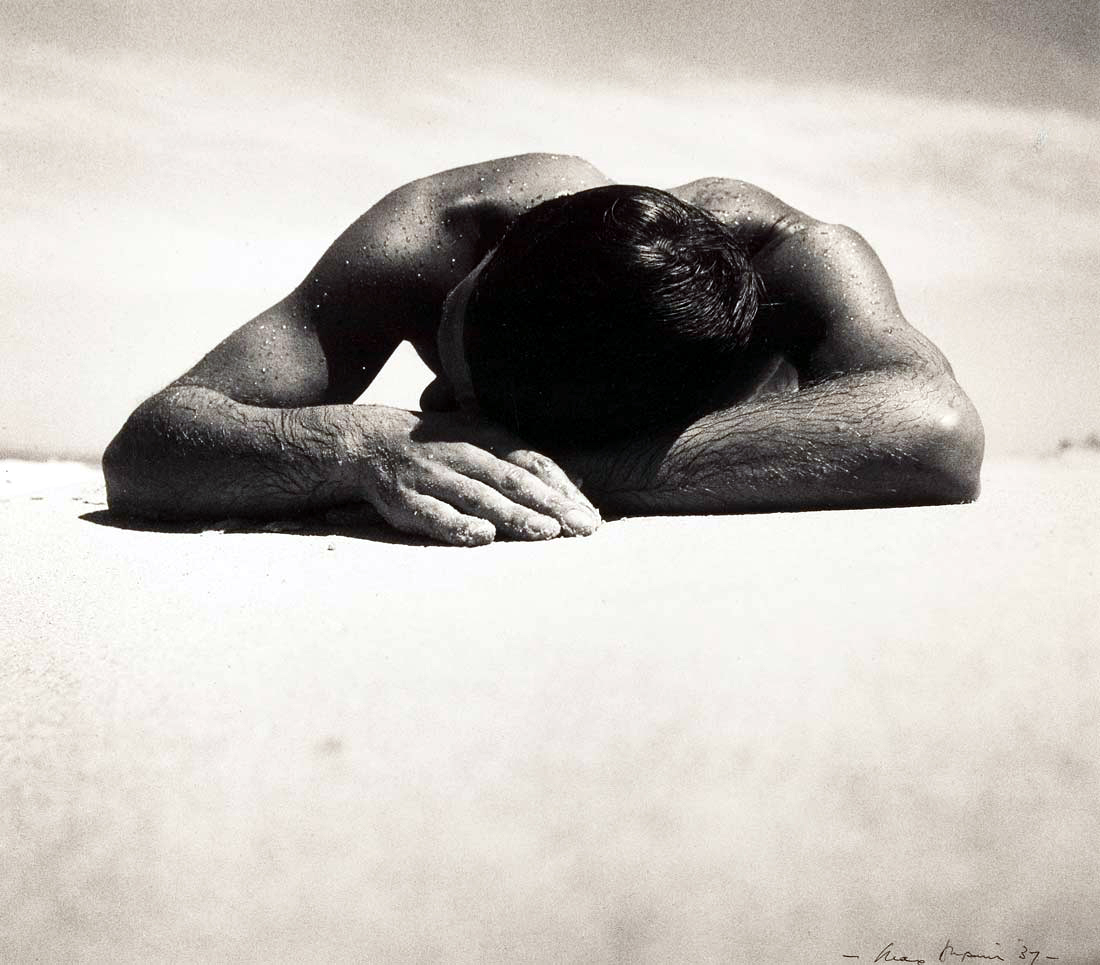
Sunbaker (1937).
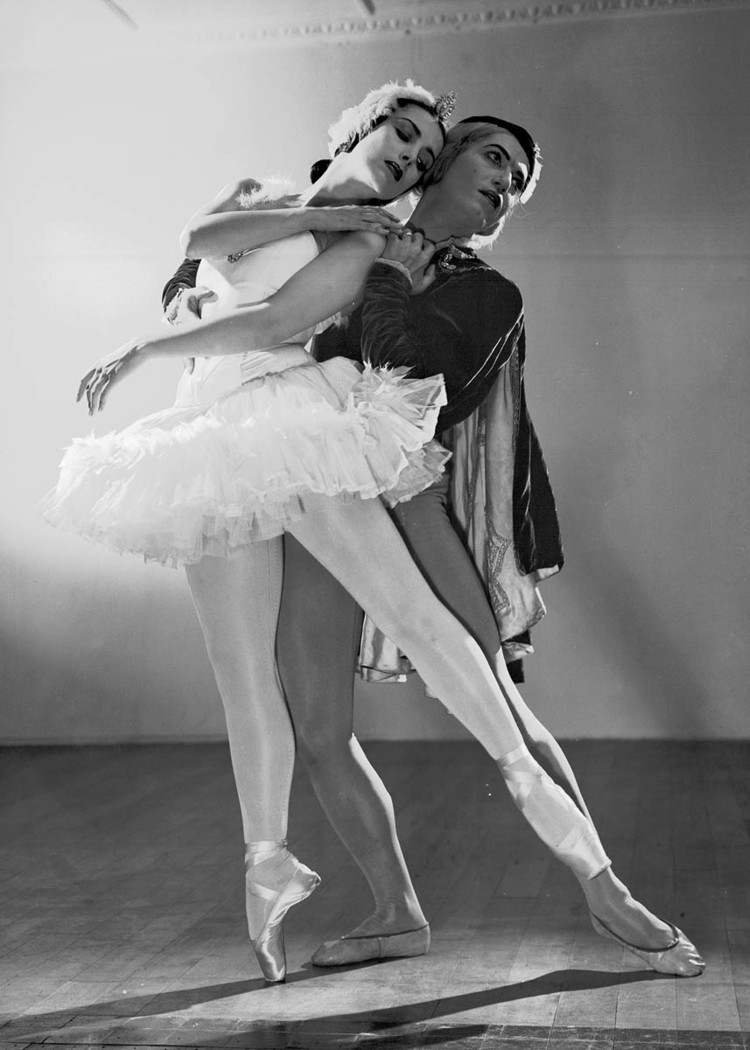
Tamara Toumanova et Serge Lifar dans Le Lac des cygnes.
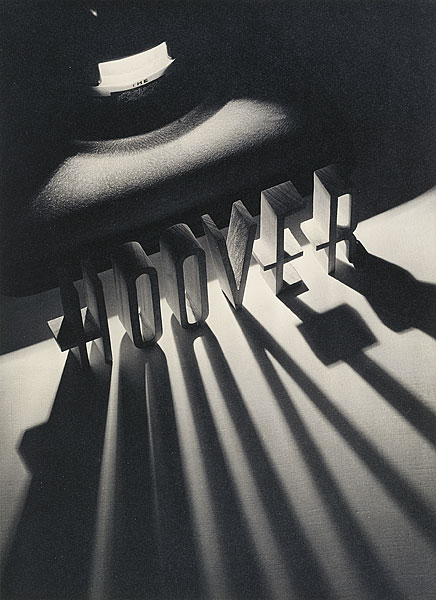
Une publicité pour The Hoover Company.
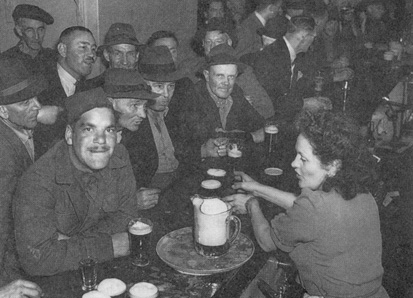
Petty's Hotel, Sydney, 6pm, 1941.